# Elezioni governatoriali in Texas del 1994
Le elezioni governatoriali in Texas del 1994 si sono tenute l'8 novembre per eleggere il governatore del Texas.
In queste consultazioni si sfidarono la governatrice uscente democratica Ann Richards e il repubblicano George W. Bush.
Al termine delle votazioni, Bush risultò eletto con il 53,5%, diventando perciò nuovo governatore.

## Risultati
| Candidati      | Partiti              | Voti      | %     |
| -------------- | -------------------- | --------- | ----- |
| George W. Bush | Partito Repubblicano | 2.350.994 | 53,48 |
| Ann Richards   | Partito Democratico  | 2.016.928 | 45,88 |
| Keary Ehlers   | Partito Libertario   | 28.320    | 0,64  |
| Totale         | Totale               | 4.396.242 |       |

## Primarie

### Partito Repubblicano
| Candidati      | Voti    | %     |
| -------------- | ------- | ----- |
| George W. Bush | 520.130 | 93,32 |
| Ray Hollis     | 37.210  | 6,68  |
| Totale         | 557.340 |       |

### Partito Democratico
| Candidato     | Voti      | %     |
| ------------- | --------- | ----- |
| Ann Richards  | 806.607   | 77,79 |
| Gary Espinosa | 230.337   | 22,21 |
| Totale        | 1.036.944 |       |